# 経津主神
経津主神（ふつぬしのかみ、旧字体：經津主󠄁神󠄀）は日本神話に登場する神である。『日本書紀』のみに登場し、『古事記』には登場しない。別名はイワイヌシ（イハヒヌシ）で、斎主神または伊波比主神と表記される。『出雲国風土記』や『出雲国造神賀詞』では布都怒志命（ふつぬしのみこと、布都努志命とも）、『肥前国風土記』では物部経津主之神（もののべのふつぬしのかみ）として登場する。『常陸国風土記』に出てくる普都大神（ふつのおおかみ）とも同視される。
香取神宮（千葉県香取市）の祭神であることから、香取神、香取大明神、香取さま等とも呼ばれる。経津主神は、香取神宮を総本社とする日本各地の香取神社で祀られている。
『釈日本紀』などに引用されている『天書』逸文では、経津主神は鎮星（土星）の精とされる。経津主神は平柳星宮神社など、栃木県に160社以上ある星宮神社の一部で祀られている。

## 系譜
『日本書紀』巻第一（神代上）の第五段（神産みの段）の第六の一書では、伊弉諾尊（イザナギ）が火の神・軻遇突智（カグツチ）を斬ったとき、十握剣の刃から滴る血が固まって天の安河のほとりにある岩群・五百箇磐石（イオツイワムラ）となり、これが経津主神の祖であるとしている。第七の一書では、軻遇突智の血が五百箇磐石を染めたために磐裂神・根裂神が生まれ、その御子の磐筒男神・磐筒女神が経津主神を生んだとしている。巻第二（神代下）の第九段の本文も経津主神を「磐裂・根裂神の子、磐筒男・磐筒女が生（あ）れませる子」としている。『古語拾遺』にも「経津主神、是れ磐筒女神の子、今下総国の香取神是れなり」とある{。
『先代旧事本紀』巻第一（陰陽本紀）によると、伊弉諾尊の剣の先から飛び散った血が湯津石村（ユツイワムラ、『書記』の五百箇磐石）に走り就くと磐裂・根裂神が出てきて、その子の磐筒男・磐筒女が経津主神を生んだ。

## 神話

### 葦原中国平定

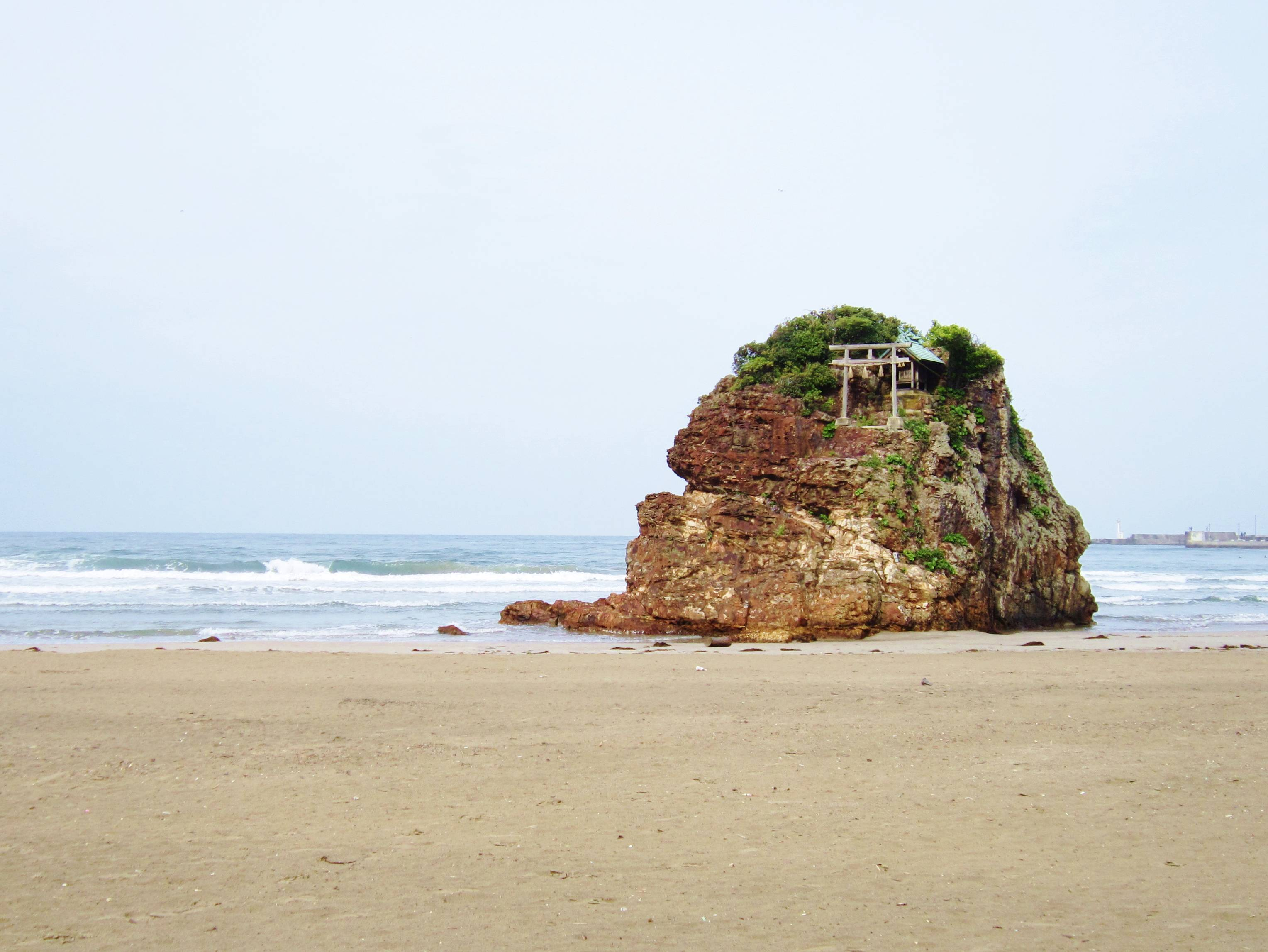
稲佐の浜

『日本書紀』巻第二の第九段本文によると、葦原中国へ派遣された天稚彦（アメノワカヒコ）の死後、高皇産霊尊（タカミムスビ）が諸神を集めて次に遣わすべき神を決めようとした時、選ばれたのは経津主神であった。すると、熯速日神（ヒハヤヒ、甕速日神の子）の息子武甕槌神（タケミカヅチ）が進み出て、「経津主神だけが大夫（ますらお、雄々しく立派な男の事）で、私は大夫ではないというのか」と抗議した。こうして経津主神に武甕槌神を副えて葦原中国を平定させることにした。
『出雲国造神賀詞』では、高御魂命（タカミムスビ）が皇御孫命に地上の支配権を与えた時、出雲臣の遠祖・天穂比命（アメノホヒ）が国土を観察し、再び天に戻って地上の様子を報告して、自分の子の天夷鳥命に布都怒志命（経津主神）を副えて派遣したとされている。
一方、『古事記』では経津主神が登場せず、思金神（オモイカネ）が天尾羽張神（アメノオハバリ）もしくはその子の建御雷神（タケミカヅチ）を送るべきだと天照大御神に進言する。天尾羽張神が建御雷神のほうが適任だと答えたため、建御雷神が天鳥船神（アメノトリフネ）を副えて葦原中国へ天降った。

### 『出雲風土記』において
『出雲風土記』の意宇郡楯縫郷と山国郷（現在の島根県安来市）の条には布都怒志命（布都努志命）が登場する。
楯縫郷、郡家（ぐうけ）の東南、卅二里一百八十歩なり。

布都怒志命、天石楯（あめのいはたて）縫ひ直し給ひき。故（かれ）、楯縫と云ふ。

山国郷、郡家の東南、卅二里二百卅歩なり。

布都努志命の国廻り坐（な）しし時、此処に来坐して詔りたまひらく、「是の土（くに）は止まず見まほし」と詔りたまひき。故、山国と云ふ。即ち、正倉有り。（原漢文）

## 考証

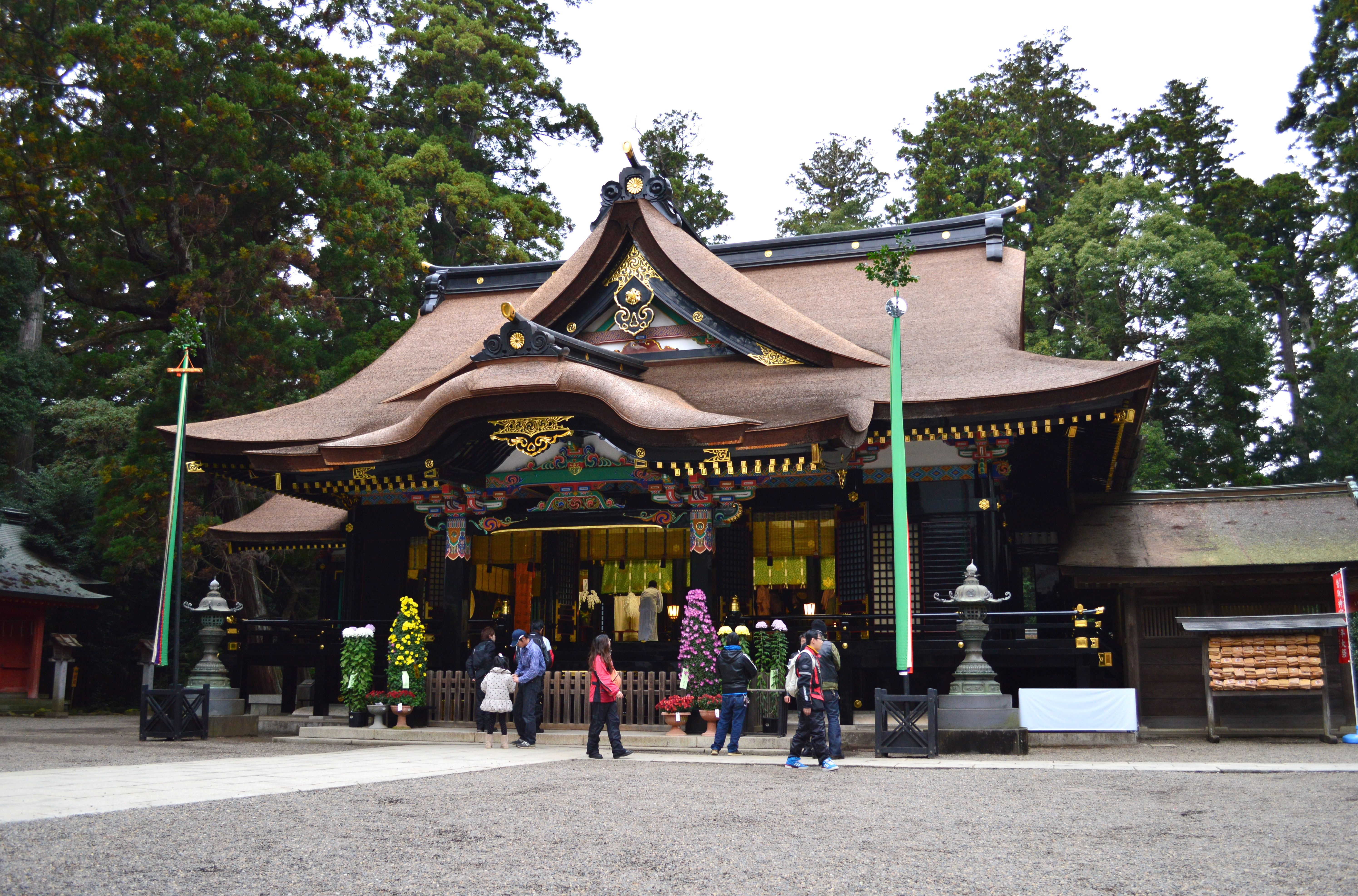
経津主神を祀る香取神宮拝殿

経津主神は武甕槌神と関係が深いとされ、両神は対で扱われることが多い。有名な例としては、経津主神を祀る香取神宮と、武甕槌神を祀る鹿島神宮とが、利根川を挟んで相対するように位置することがあげられる。また、春日大社では経津主神が建御雷神らとともに祀られている。これは香取神宮・鹿島神宮のある常総地方が中臣氏（藤原氏）の本拠地だったため、両社の祭神を勧請したものである。また、鹽竈神社でも経津主神・建御雷神がシオツチノオジとともに祀られている。
経津主神の正体や神話の中で果たした役割については諸説がある。神名の「フツ」は刀剣で物が断ち切られる様を表し、刀剣の威力を神格化した神とする説のほか、「フツ」は「フツフツ」と沸き上がり「フルイ起す」フツであるとする説や。神武東征で武甕槌神が神武天皇に与えた布都御魂（ふつのみたま）の剣を神格化したとする説、物部氏の祭神であるとする説などがある。なお、『先代旧事本紀』では経津主神の神魂の刀が布都御魂であるとしている。『古事記』では、建御雷之男神の別名が建布都神（たけふつのかみ）または豊布都神（とよふつのかみ）であるとし、建御雷之男神が中心となって葦原中国平定を行うなど、建御雷之男神と経津主神が同じ神であるかのように記載している。
布都御魂を祀る石上神宮が物部氏の奉斎社であり、かつ武器庫であったとされることから、経津主神も本来は物部氏の祭神で祖神であったが、後に擡頭する中臣氏の祭神である建御雷神にその神格が奪われたとする説がある。